# Хосрой (Ороз)
Хосрой (Ороз) — царь Парфии, правил в 109 — 129 годах. Из династии Аршакидов.
Хосрой был назначен преемником своим братом Пакором II, что не устроило его другого брата Вологеза II, который стал оспаривать власть в Парфии.

## Правление

### Подготовка римлян к войне с Парфией
При вступлении на трон Хосрой, в отличие от своего брата Пакора II, не желавшего вступать в противостояние с римским императором Траяном, сместил утверждённого Траяном царя Армении Аксидара, сына Пакора II, заменив его своим ставленником Партамасиром, который также был сыном Пакора. Только после завершения дакийских войн у Траяна появилось время, чтобы уделить внимание Востоку, где его могла привлечь ситуация с Арменией или же возможность дальнейших завоеваний, которым благоприятствовало состояние анархии в Парфии. Осенью 113 года, вероятно, 27 октября, император отправился в плавание из Рима. В Афинах его встретило посольство от Хосроя, который желал мира и просил, чтобы Аксидара, которого он к тому времени уже низложил с армянского трона, заменил его брат Партамасир. Его просьба не удостоилась даже ответа, как не были приняты и сопровождавшие её подарки.
Затем Траян проследовал в восточном направлении, возможно, по морю, до Эфеса и оттуда через Ликию и соседние провинции в Селевкию (в Киликии?). Оттуда он, вероятно, отправился в Антиохию, куда прибыл в начале 114 года. В Антиохии он получил дружеские послания и дары от правителя Осроены Абгара, который стремился сохранить нейтралитет по отношению как к парфянам, так и к римлянам. Он также совершил путешествие в Гелиополь (Баальбек), чтобы узнать у оракула, каков будет исход войны с Парфией.
Для предстоящих боевых действий Траян собрал войска из трёх основных источников: ветеранов дакийских войн, служивших в Паннонии; гарнизонов и регулярных легионов в Египте; легионов, расквартированных в Палестине и Сирии. Хотя, несомненно, наша информация о силах Траяна всё ещё далеко не полная, мы знаем, что из числа восточных легионов им были задействованы четыре полностью и один частично, а именно: IV Scythica и VI Ferrata из Сирии, X Fretensis и по крайней мере часть легиона III Cyrenaica из Иудеи, а также XVI Flavia Firma из Коммагены. Вполне возможно, что в этой кампании приняли участие и другие легионы, такие как I Adiutrix, II Traiana Fortis, VII и XI Claudia, XV Apollinaris и XXX Ulpia.

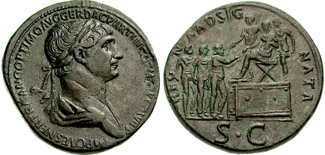
Римская монета (сестерций) императора Траяна, выпущенная в 116/117 году, с его портретом на аверсе (слева) и легендой REGNA ADSIGNATA («Вверенные царства») на реверсе (справа)

В начале 114 года Траян продвинулся к Мелитене, которую он укрепил и расширил. Партамасир написал Траяну письмо, выдержанное в высокомерном тоне, но это не дало никакого эффекта. В следующем письме, составленном в более смиренных выражениях, он просил, чтобы к нему направили наместника Каппадокии Марка Юния. Траян не стал останавливаться во время своего наступления, но послал сына Юния, а сам затем проследовал в Арсамосату, которую взял без боя. Когда Траян прибыл в Саталу, к нему пришло большое число правителей с Кавказа и прикаспийских земель. Анхиал, царь гениохов и махелонов, получил от императора подарки. Траян также дал деньги царю албанов и принял царей иберов, сарматов и колхов. Именно эти события, вероятно, изображены на римских монетах, содержащих надпись REGNA ADSIGNATA (букв. «Вверенные царства»). Брат царя Митридата Иберийского Амазасп, по-видимому, присоединил свои войска к армии Траяна в Сатале. Но он так и не принял участие в войне: он умер и был похоронен около Нисибиса. Вероятно, именно в Сатале Траян получил подкрепления из придунайского региона.

### Завоевание римлянами Армении
В Элегии (Илиджа, турецк. Илика), к западу от современного Эрзурума, Партамасир, наконец, добился встречи с римским императором, которой так долго добивался. Траян принял армянского монарха на виду у всей своей армии. Партамасир приблизился к императору, снял свою диадему и положил её к ногам Траяна, ожидая получить её обратно, как в своё время Нерон надел диадему на голову Тиридата. Эта сцена запечатлена на золотой монете с надписью REX PARTHVS («Парфянский царь»). Армия восприняла его действия как акт капитуляции и стала славить императора. Траян не выказал никакого желания вернуть Партамасиру диадему. Последний, увидев, что он окружён со всех сторон, попросил императора о личной беседе, на что тот ответил согласием. Этот разговор не удовлетворил армянского правителя, который в конечном итоге покинул римский лагерь разозленным, но легионеры привели его назад. Тогда Траян приказал ему говорить открыто, чтобы все могли слышать их разговор. Партамасир объяснил, что он не потерпел поражение в бою, а прибыл лишь за тем, чтобы получить корону Армении, подобно тому как это было с Тиридатом. В ответ Траян заявил, что он никому не отдаст Армению и что с этого момента она должна стать римской провинцией. Партамасир поблагодарил императора за гарантии его безопасности, но пожаловался на свои страдания и упрекнул за то, что он так с ним обошёлся. Траян позволил армянскому правителю покинуть лагерь в сопровождении его парфянской свиты и отряда римской кавалерии. Армянам, которые прибыли вместе с ним, но теперь стали римскими подданными, не разрешили уехать. Как только кавалькада покинула лагерь, командир римских кавалеристов убил Партамасира. Позднее Траян заявил, что не Аксидар, а он сам принял такое решение. Ведь дело обстояло так, что Аксидар обладал наибольшим правом управлять Арменией; именно Партамасир первый нарушил соглашение и понёс за это заслуженное наказание.
Между тем Луций Квиет с колонной римских войск был послан против мардов, которые предположительно жили к востоку от озера Ван. В источниках они описываются как бедный, но воинственный народ, не имеющий коней и живущий в суровой стране. Атакованные с фронта и с тыла, они были полностью разбиты: по крайней мере, так сообщает Арриан. Возможно, тогда же на приграничных землях лазов и сагинов, недалеко от Каспийских Ворот, был оставлен римский гарнизон.
Покорение Армении близилось к завершению. Траян принял активное участие в решении этой задачи, по необходимости прибегая к выговорам и наказаниям, тщательно проверяя сведения, доставляемые разведчиками, или даже распуская ложные слухи, чтобы его армия всегда оставалась наготове, а также отдавая такие приказы, чтобы войска могли продвигаться вперёд в правильном боевом порядке.
Армения стала провинцией, и туда был назначен наместник-прокуратор. Известны трое первых наместников: Луций Катилий Север, Г. Атилий Клавдий и Тит Гатерий Непот. На далеком Крите была выпущена монета с надписью ΑΡΜΕΝΙΑ. Траян особенно гордился титулом Optimus («Наилучший»), который он добавил к своему официальному титулу примерно в то же самое время.

### Завоевание римлянами Адиабены
Из Армении Траян повернул на юг, в сторону Мардина и Нисибиса, которые в то время, вероятно, были частью Адиабены. Центурион по имени Сентий, ранее отправленный в качестве посланника к правителю Адиабены Мебарсапу, был заключён в тюрьму в крепости Аденистры (Дунайзир?). Когда римское наступление в этой области уже набирало силу, Сентий поднял восстание среди пленных, убил командира гарнизона и открыл ворота римлянам. Вероятно, Мебарсап был вынужден бежать через Тигр в собственно Адиабену. Луций Квиет, этот бесценный с точки зрения военного опыта мавританский ветеран римско-дакийских войн, без боя занял Сингару, Либану, а также, возможно, Тебету. Некто Манн, о котором сообщается, что он правил частью «Аравии» около Эдессы, предоставил Мебарсапу войска, но все они были полностью уничтожены в сражении против римлян. Позднее к Манну бежал какой-то неизвестный правитель, который до того поклялся в верности Траяну и был им прощён.
Армия двинулась в западном направлении и заняла Эдессу. Как только Траян подошёл к городу, её правитель Абгар VII, помнящий о своём недавнем неблаговидном поведении, отправил своего сына Арбанда, красивого молодого человека, навстречу императору. Траян пожурил юношу за столь позднее прибытие, которое не позволило ему раньше разделить с римлянами тяготы военной кампании, на что Арбанд ответил, что он пришёл бы раньше, если бы не опасался парфян. Подготовив таким образом свою встречу с Траяном при помощи приятного императору посредника в лице собственного сына, Абгар вышел из города с дарами, которые состояли из 250 закованных в доспехи всадников, панцирей, коней и 60 000 стрел. Он также сообщил императору, что готов отказаться от своей страны, хотя сам очень дорого купил её у Пакора. Траян взял три панциря и вернул всё остальное. Абгар был утверждён в своей должности филарха, хотя в Эдессе действовала политическая группировка, которая возражала против этого назначения.

### Обстановка в Парфии
Манисар, бывший, вероятно, мятежным парфянским вассалом, против которого Хозрой проводил военную кампанию, отправил к Траяну послов с целью договориться о мире. Манисар был готов покинуть те части Месопотамии и Армении, которые он к тому времени захватил, но Траян отказался от заключения какого-либо договора с ним, пока он не явится к нему лично, чтобы подтвердить свои обещания. Спорак, филарх Антемусии — района между Каррами и Апамеей на Евфрате — не пришёл вместе с другими, чтобы выразить своё уважение Траяну. Против Спорака началась экспедиция, но как только он услышал, что неприятельские войска приближаются, то сбежал, а его главный город Батны был захвачен.
За исключением упомянутой выше кампании Хозроя против Манисара, в источниках больше нет сообщений о парфянских военных передвижениях. То сопротивление, которое они оказали римлянам было организовано при помощи таких верных царю вассалов, как Мебарсап. Где находились парфяне и почему они бездействовали, возможно, дают ответ нумизматические данные. Монеты, выпущенные в Селевкии-Ктезифоне в 105/106 годах и позже, показывают, что между Вологезом II и Хозроем шла непрерывная борьба, в ходе которой этот монетный двор переходил от одного к другому. Возможно даже, Пакор был всё ещё жив и являлся третьим участником этой борьбы. Учитывая такую ситуацию перманентной междоусобицы, нетрудно понять, почему римские войска при вторжении в Парфию встретили столь незначительное сопротивление.

### Подготовка римлян к вторжению в Месопотамию
После своего визита в Эдессу Траян отправился на запад, в Антиохию, где провёл зиму 114/115 года. За свои подвиги, особенно за взятие городов Нисибиса и Батны, Траян был награждён титулом «Парфянский», подтверждённым, впрочем, позднее — уже после захвата парфянской столицы Ктесифона. Монеты с легендой ARMENIA ET MESOPOTAMIA IN POTESTATEM P. R. REDACTAE («Армения и Месопотамия переданы под власть римского народа») были выпущены в память о создании двух новых провинций. В начале 115 года император едва спасся во время ужасного землетрясения в Антиохии, которое разрушило значительную часть города. Когда подземные толчки сотрясали город и возвышающуюся над ним гору Касий, Траяну пришлось искать убежища под открытым небом на ипподроме.
В течение зимы те войска, которые остались около Нисибиса, занимались строительством судов. Весной, с прибытием императора, эти суда были перевезены к Тигру. Переправа происходила напротив Гордуэнских гор под вражеским обстрелом с противоположного берега. Пока строили мост из одних судов, другие с погруженными на них тяжеловооруженными воинами и лучниками служили ему прикрытием, а третьи сновали туда-сюда, как будто бы перевозя войска для высадки на берег. Неприятельские войска дождались настоящей переправы, а затем ушли, не предприняв никаких враждебных действий. Больше упоминаний об этом флоте нет — возможно, что его построили только для данной переправы. Вся Адиабена была захвачена, и на её территории была организована провинция, названная Ассирией, которая во время адиабенской кампании, по-видимому, находилась под контролем Хозроя.
Вся кампания Траяна следовала плану, разработанному Цезарем, и её сравнение с более поздними и лучше известными экспедициями в достаточной мере проясняет путь следования Траяна. Тот факт, что армия находилась на Евфрате, доказывается как многочисленными упоминаниями о ней в письменных источниках, так и триумфальной аркой, сооружённой в Дура-Европос. Свидетельств о ещё одной армии, действовавшей на Тигре, нет. Сооружение арки и присутствие Траяна в Озогардане, располагавшейся немного ниже современного Хита, говорит о том, что император находился вместе с евфратской армией. Данное свидетельство позволяет нам считать, что Траян и его армия спустились по Евфрату вместе с флотом, который шёл параллельно с сухопутными войсками. Опытными моряками были только рулевые и дозорные, остальные члены корабельных команд набирались из жителей прибрежных деревень. Лошади, размещённые на борту, очень страдали от тесноты. Иногда армию и флот разделяли утёсы и изгибы реки — к примеру, когда они проходили мимо Дура-Европос. Большую трудность представляли водовороты.

### Разгром парфян

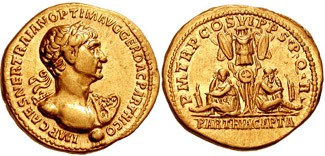
Римская монета (ауреус) императора Траяна, выпущенная в 116/117 году, с его портретом на аверсе (слева) и легендой PARTHIA CAPTA («Покоренная Парфия») на реверсе (справа)

Римляне миновали внушительную стену, о которой говорили, что её построила «Семирамида», посетили города Фалигу и Дура-Европос; в последнем была воздвигнута уже упомянутая триумфальная арка. Армия проследовала мимо Анаты, известной под более поздним названием Тир, к Озогардане, где Траян провёл смотр своих войск и где ещё во времена Аммиана Марцеллина можно было видеть специально устроенное для него возвышение-трибунал. Где-то ниже современного Багдада, где реки подходят очень близко друг к другу, Траян начал работы по транспортировке своей флотилии к Тигру. Планировалось вырыть канал, но императору сообщили, что Евфрат расположен намного выше Тигра; по-видимому, его информаторы и помешали осуществлению этого замысла. Не исключено, что провести подобную операцию оказалось невозможно из-за низкого уровня воды, так как Траян прибыл поздней осенью. В конце концов лодки перевезли к Тигру на специально построенных повозках. Ктесифон пал без сопротивления. О Селевкии ничего не говорится; возможно, она входила во владения Пакора, поскольку есть сведения о его монетах 115/116 года, чеканенных на её монетном дворе. Если Пакор искал поддержку у римлян, чтобы восстановить свою власть, тогда у них не было оснований штурмовать Селевкию. Среди добычи, захваченной в Ктесифоне, были дочь Хозроя и его знаменитый золотой трон, а сам великий царь бежал, как только Траян вошёл в город. 20 февраля 116 года Сенат утвердил Трояну титул Parthicus («Парфянский»). На завоёванную территорию была наложена дань. Монеты, выпущенные приблизительно в это же время, содержали легенду PARTHIA CAPTA («Покоренная Парфия»).
После захвата Ктесифона император отправился в плавание вниз по Тигру с флотилией, состоявшей из 50 кораблей; среди них была большая, неуклюжая, но искусно украшенная императорская галера, на которой он собирался проводить совещания во время пути. Были захвачены различные города Месены, включая Акру (или Агру) за Тигром, Орату и Апамею], располагавшуюся в том месте, где Тигр разделяется на два рукава: левый — это сам Тигр, а правый — Селас. Аттамбел V Харакенский остался верен Траяну, несмотря на то что ему было приказано платить дань. Вероятно, на берегу Персидского залива была воздвигнута статуя императора.

### Восстание на покорённых римлянами территориях
На обратном пути Траян прошёл Борсиппу и затем сделал остановку в Вавилоне, где совершил жертвоприношение в той комнате, в которой, как считалось, умер Александр Македонский. По всей видимости, это путешествие к Персидскому заливу состоялось зимой 115/116 года. Во время своего пребывания в Вавилоне, в начале весны 116 года, Траян узнал о том, что на большей части захваченной им территории началось восстание, в ходе которого оставленные там гарнизоны были уничтожены или изгнаны. Римляне были застигнуты врасплох, скорее всего, из-за плохо организованной службы разведки.

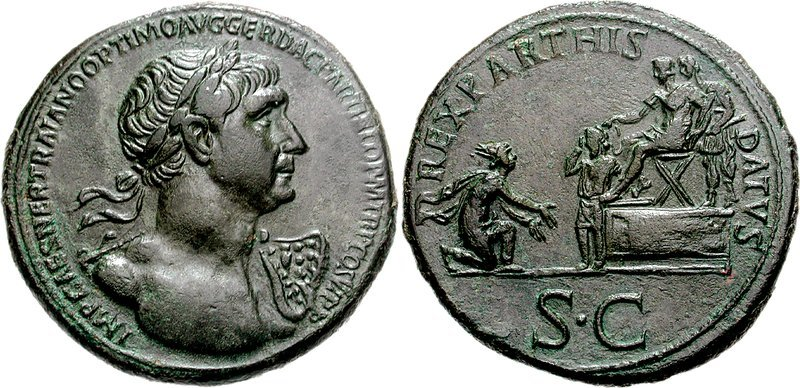
Сестерций императора Траяна, чеканенный в 116/117 г., с его портретом на аверсе (слева) и легендой REX PARTHIS DATUS («Царь, данный парфянам») на реверсе (справа)

Брат Хозроя по имени Мехердот (более поздняя форма имени Митридат) вернул Парфии какую-то часть территории в долине Среднего Евфрата. Он умер, упав со своего коня, и ему наследовал его сын Санатрук. Санатрук, который одно время был также царём Армении, нанёс римлянам большие потери. Приказ подавить восстание на севере был отдан сразу двум римским полководцам — Луцию Квиету и Максиму (вероятно, Аппию Максиму Сантре). Первый, помимо других побед, осадил и захватил Нисибис, а также опустошил и сжёг Эдессу. Её правитель Абгар VII бежал в поисках убежища в Восточную Парфию. В этом восстании иудеи присоединились к парфянам, и Квиету было приказано уничтожить их. Это была только одна фаза всеобщего иудейского выступления в истории римских имперских владений на Востоке. Войска Максима были разбиты, а его самого убил некий Арбак (Аршак?), возможно, в местечке под названием Бальция в Тавре. С другой стороны, Эруций Клар и Юлий Александр захватили и сожгли Селевкию-на-Тигре, которая впервые оказалась в руках римлян.
Чтобы противостоять успешным действиям Квиета на Среднем Евфрате, Хозрой отправил на помощь Санатруку большую парфянскую армию под командованием своего сына Партамаспата. Однако вскоре между этими двоюродными братьями возникли разногласия, слух о которых достиг ушей Траяна, увидевшего здесь возможность разжечь пламя раздоров, так часто оказывавших разрушительное воздействие на парфянскую военную стратегию. Император пригласил Партамаспата на секретную ночную встречу, и в результате Санатрук был разбит своим кузеном, а после погони схвачен и убит. Для того чтобы завершить дипломатическую победу, Траян созвал в Ктесифоне парфян (из проримской партии?) и римлян, провозгласил Партамаспата царём и возложил диадему на его голову. Это событие изображено на монетах с надписью REX PARTHIS DATUS («Царь, данный парфянам»).
Смерть Санатрука не положила конец сопротивлению римлянам в Армении. Сын Санатрука по имени Вологез (II?) смог поставить наместника этой провинции Л. Катилия Севера в такое положение, что перед самой решающей битвой Вологез потребовал и получил перемирие. Траян отправил к нему послов и отдал ему часть Армении в обмен на мир. Ситуация, в которой оказался Север, таким образом разрешилась, и опасность, угрожавшая сделать уход Траяна из Месопотамии невозможным, была устранена.
В конце весны 117 года Траян, отступая на север вдоль Тигра, оказался поблизости от Хатры. Была предпринята осада этого города в пустыне, который, возможно, был центром парфянского сопротивления. Однако через несколько дней император был вынужден отказаться от попытки его захвата. Как оказалось, в окрестностях невозможно было найти ни пищи для людей, ни корма для животных, не хватало воды, да и она была плохого качества. Как пишет Дион Кассий, бог солнца сделал осаду невозможной, и римлянам досаждали тучи мух, которые с раздражающим упорством садились на пищу и воду. Сам Траян затерялся в гуще сражения, и ему едва удалось избежать смерти, когда атака его конницы была отбита, и она рассеялась в беспорядке. Часть городской стены была разрушена, но римские войска не смогли занять образовавшуюся в ней брешь, и потому всю операцию пришлось прекратить. Затем началось повсеместное отступление римских войск, причём не только с Тигра и Нижнего Евфрата, но даже и из городов, расположенных севернее, вплоть до Дура-Европос.
Весной 117 года Траян готовился к новой экспедиции в Месопотамию, чтобы установить реальный контроль Рима над новыми провинциями. Парфяне отвергли Партамаспата, и имеются указания на то, что Хозрой восстановил своё политическое влияние. Вскоре после осады Хатры здоровье римского императора серьёзно пошатнулось, теперь же болезнь заставила его отказаться от новых планов и отправиться в Италию. Смерть настигла его в начале августа 117 года.
Хотя западная столица Парфии впервые оказалась в руках римлян, эта кампания Траяна вряд ли может считаться безоговорочно успешной. Тот факт, что император должен был вернуться в Месопотамию на следующий год, свидетельствует о её неудаче. При этом поначалу римские войска не встретили объединённого сопротивления парфян. Возможно, приближение или же подготовка таких объединённых сил стали причиной всеобщего восстания, жертвами которого пали римский командующий Максим и его легионы.

### Хосрой и Адриан
В 117 году, после восшествия на римский престол нового императора Адриана, внешняя политика Рима претерпела определённые изменения. Пришлось отказаться от претензий на новые провинции, которые Траян попытался включить в состав Римской империи, и граница между нею и Парфией вновь вернулась к старому рубежу по реке Евфрат. Для того чтобы воздать должное деятельности Траяна на Востоке, Адриан учредил Парфянские игры, которые праздновались в течение многих лет. Сама Парфия также потеряла часть своих территорий: сообщение о том, что цари Бактрии отправили послов к Адриану с предложением о дружбе, может свидетельствовать о независимости Бактрии в то время.
Партамаспат, отвергнутый парфянами вскоре после ухода римских войск, получил от Адриана Осроену. Около 123 года Адриан лично отправился на восточную границу, где ему удалось урегулировать проблемы, которые угрожали перерасти во вполне реальные враждебные отношения с парфянами. По-видимому, это было связано с непрерывной борьбой за власть между Хозроем и Вологезом II, продолжавшейся ещё со времени ухода римлян при Траяне. В течение того же года Адриан вернул Хосрою его дочь, которую Траян захватил при взятии Ктесифона, и, кроме того, пообещал вернуть золотой трон (который, однако, так и не был возвращён).
После 128/129 года Хосрой больше не выпускал своих монет, что, видимо, было связано со смертью этого правителя.